# Ананидзе, Еуб Инушевич
Еуб Инушевич Ананидзе (1898 год, село Кокотаури, Батумская область, Российская империя — неизвестно, село Кокотаури, Кединский район, Аджарская АССР, Грузинская ССР) — звеньевой колхоза «Гза комунизмисакен» («За коммунизм») Кединского района Аджарской АССР, Грузинская ССР. Герой Социалистического Труда (1948).

## Биография
Родился в 1898 году в крестьянской семье в селе Кокотаури Батумской области (сегодня — Кедский муниципалитет). После получения начального образования в местной сельской школе трудился в личном сельском хозяйстве. Во время коллективизации одним из первых вступил в колхоз «Гза коминизмисакен» Кединского района. В послевоенные годы возглавлял табаководческое звено.
В 1947 году применил передовые агротехнические методы при выращивании табака, благодаря чему звено под его руководством вместо запланированных 9,2 центнеров собрало в среднем с каждого гектара по 25 центнеров табачного листа на участке площадью 2 гектара. Указом Президиума Верховного Совета СССР от 21 февраля 1948 года удостоен звания Героя Социалистического Труда за «получение высокого урожая сортового зелёного листа и табака в 1947 года» с вручением ордена Ленина и золотой медали «Серп и Молот» (№ 880).
После выхода на пенсию проживал в родном селе Кокотаури. С 1968 года — персональный пенсионер союзного значения. Дата его смерти не установлена.